# Список парков Таллина
В списке перечислены парки (эст. park), лесопарки (эст. parkmets) и скверы (эст. skväär) Таллина, столицы Эстонии. В список не включены зелёные зоны (эст. haljak) и бульвары (эст. puiestik).
А
- Лесопарк острова Аэгна
- Парк Арбу
- Парк Азундузе

Б
- Бастионный сад

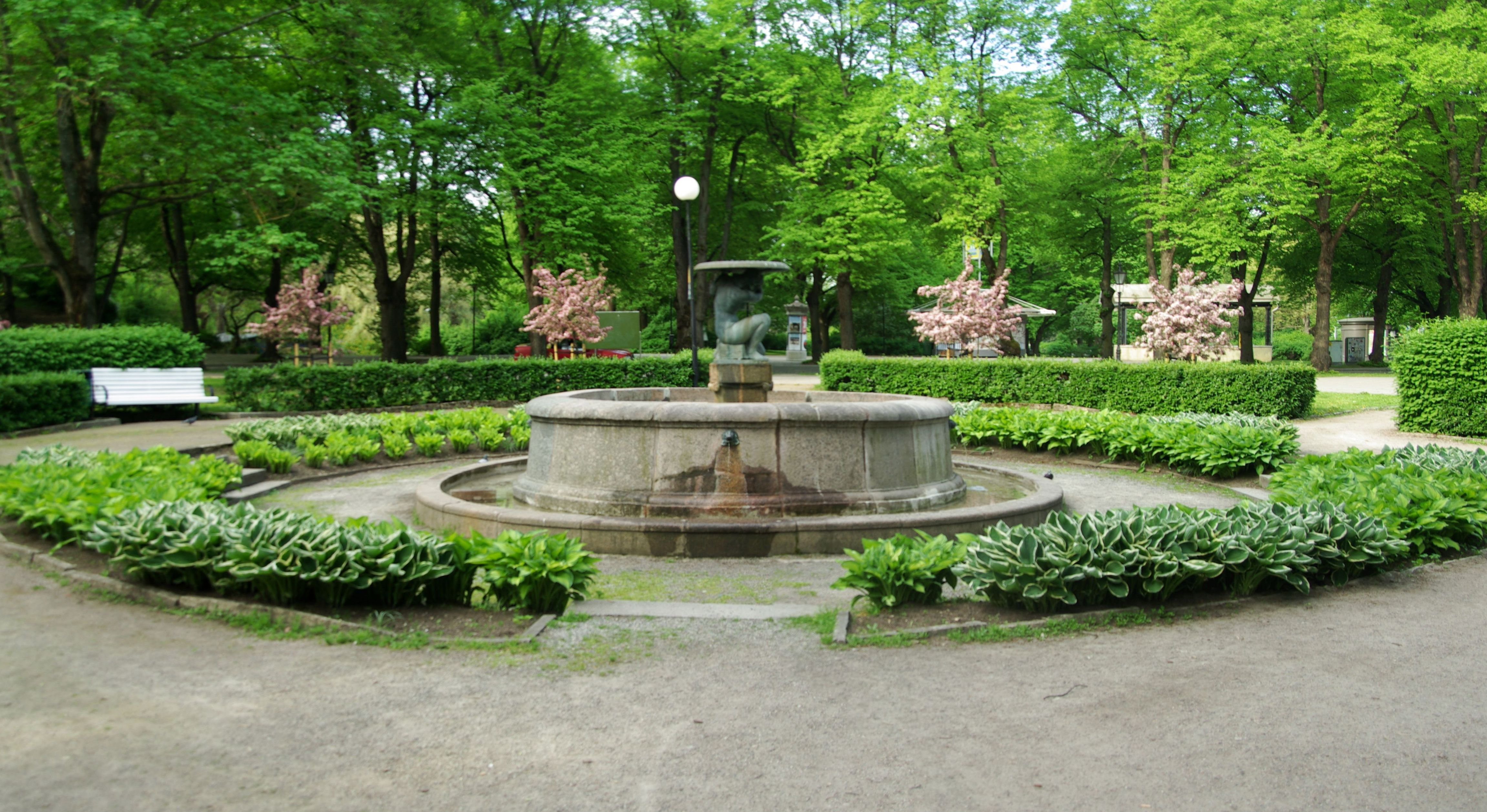
Башенная площадь

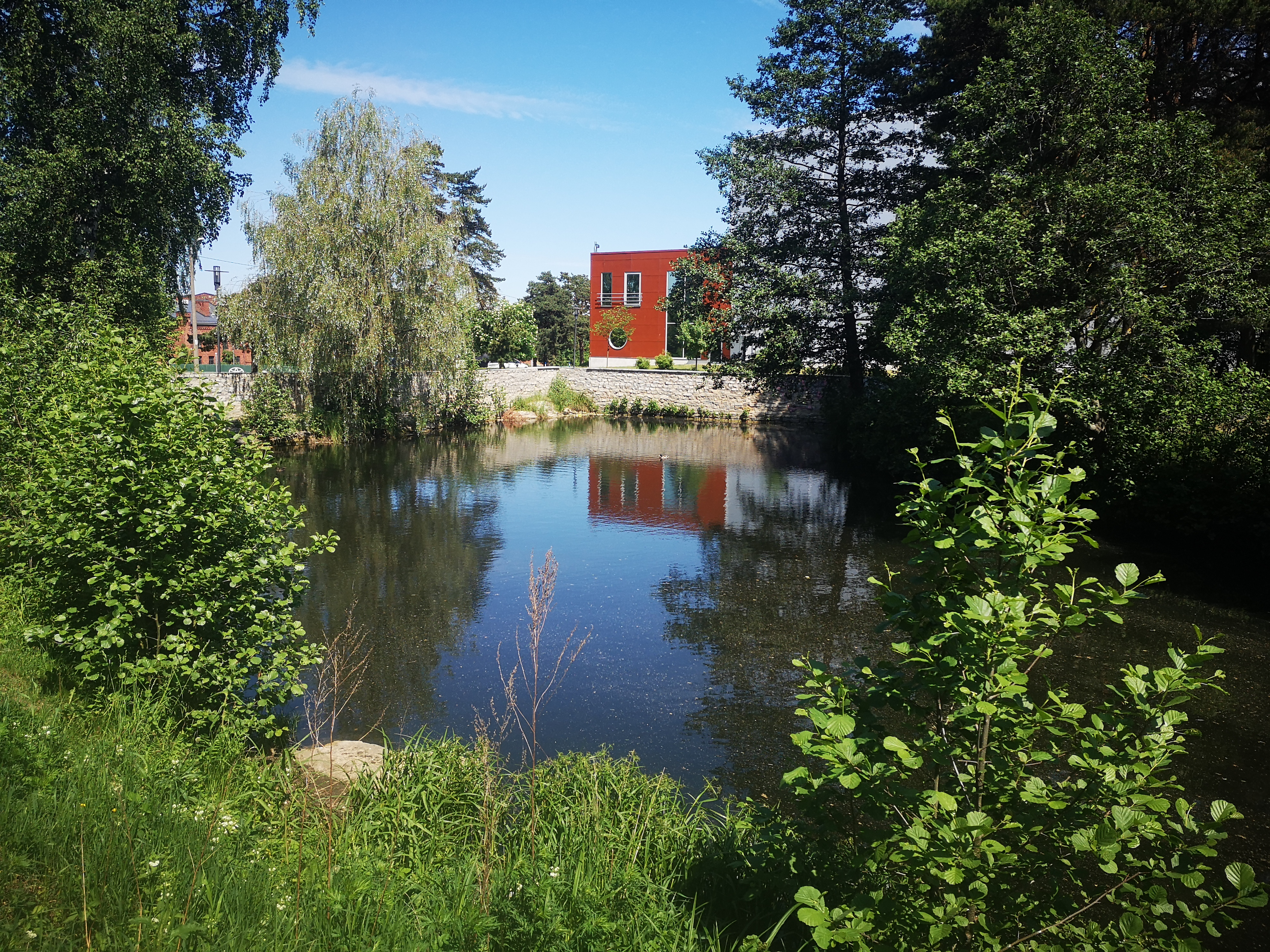
Парк Военной школы (Сыякооли)

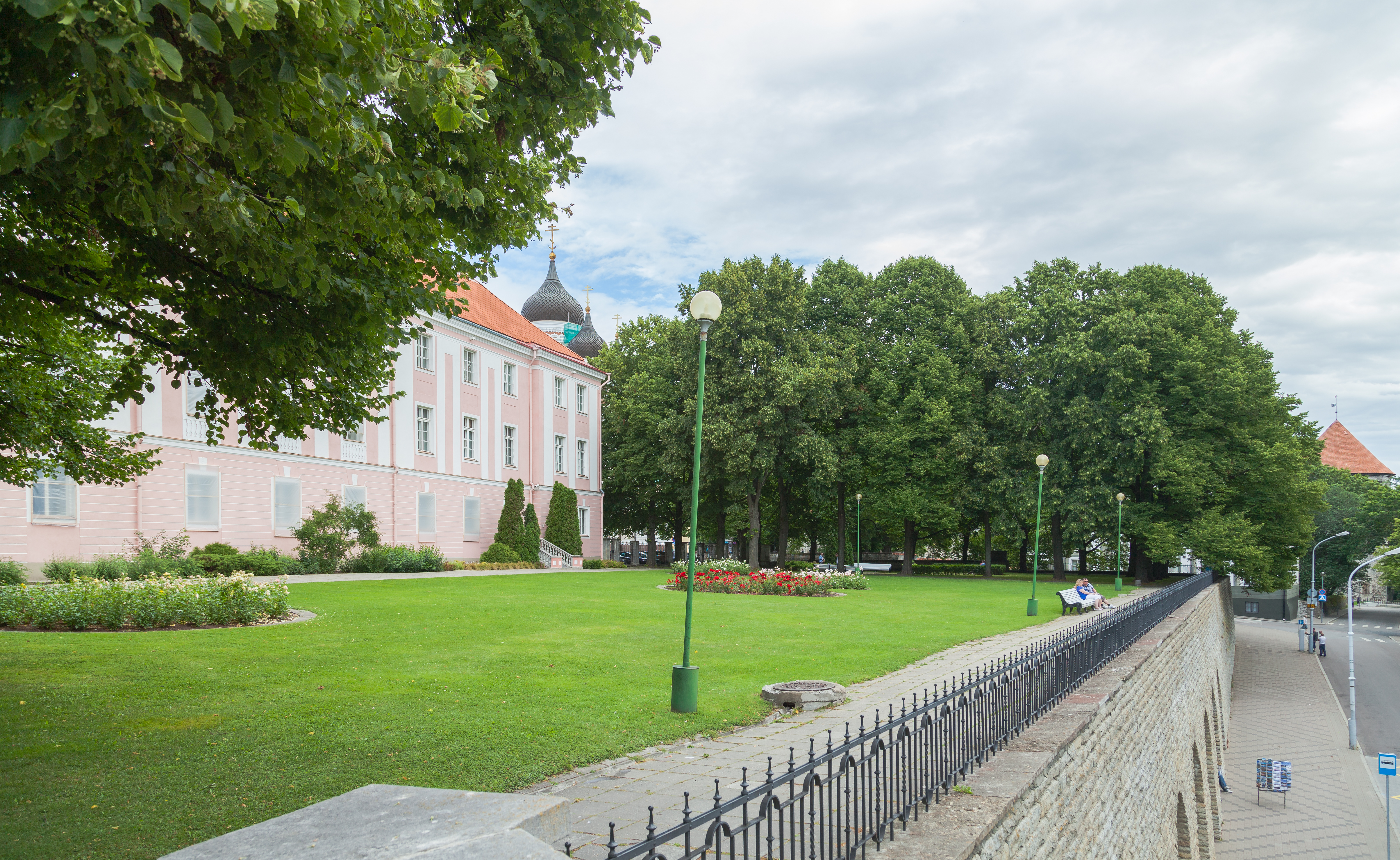
Губернаторский сад

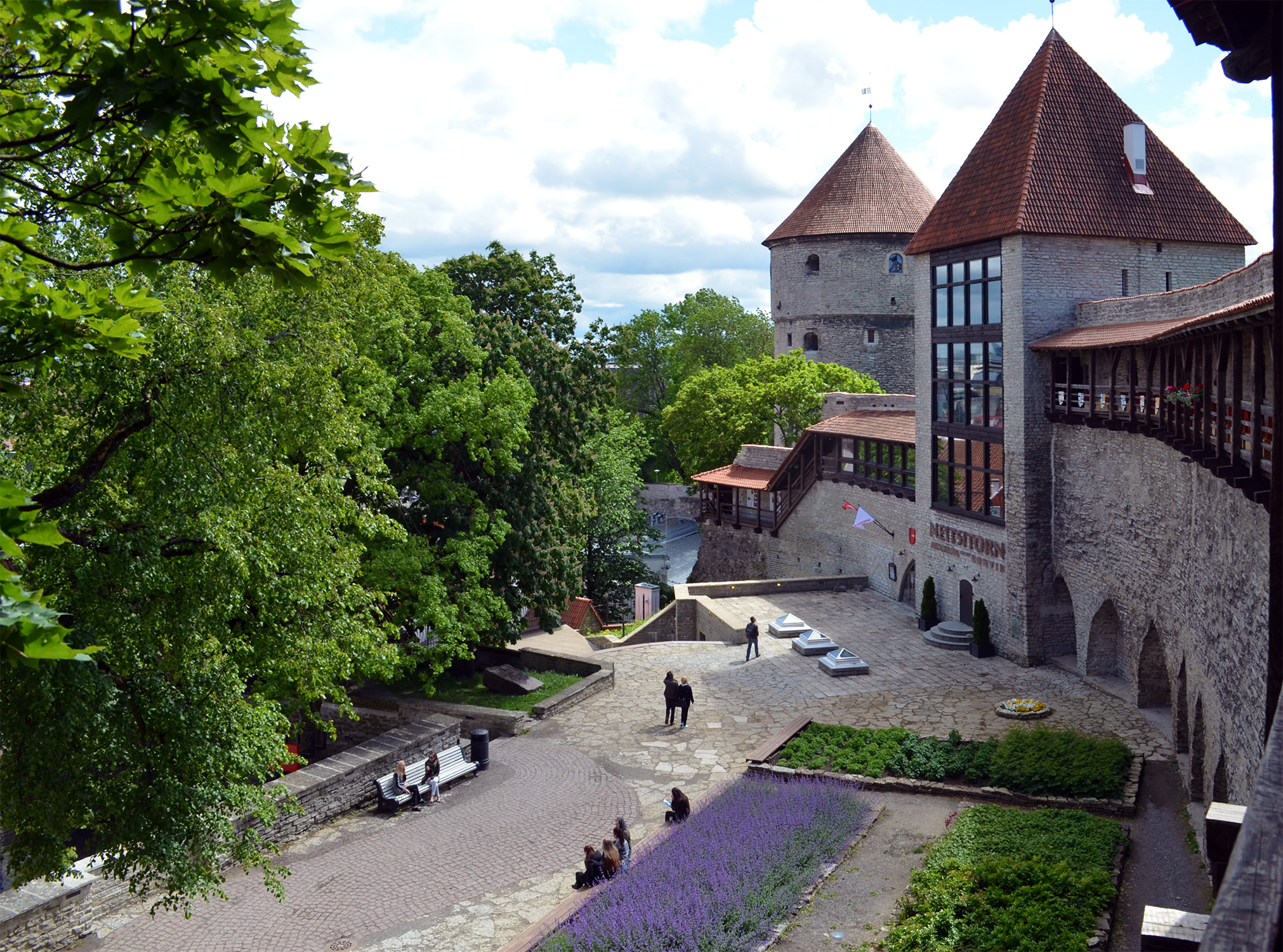
Сад датского короля

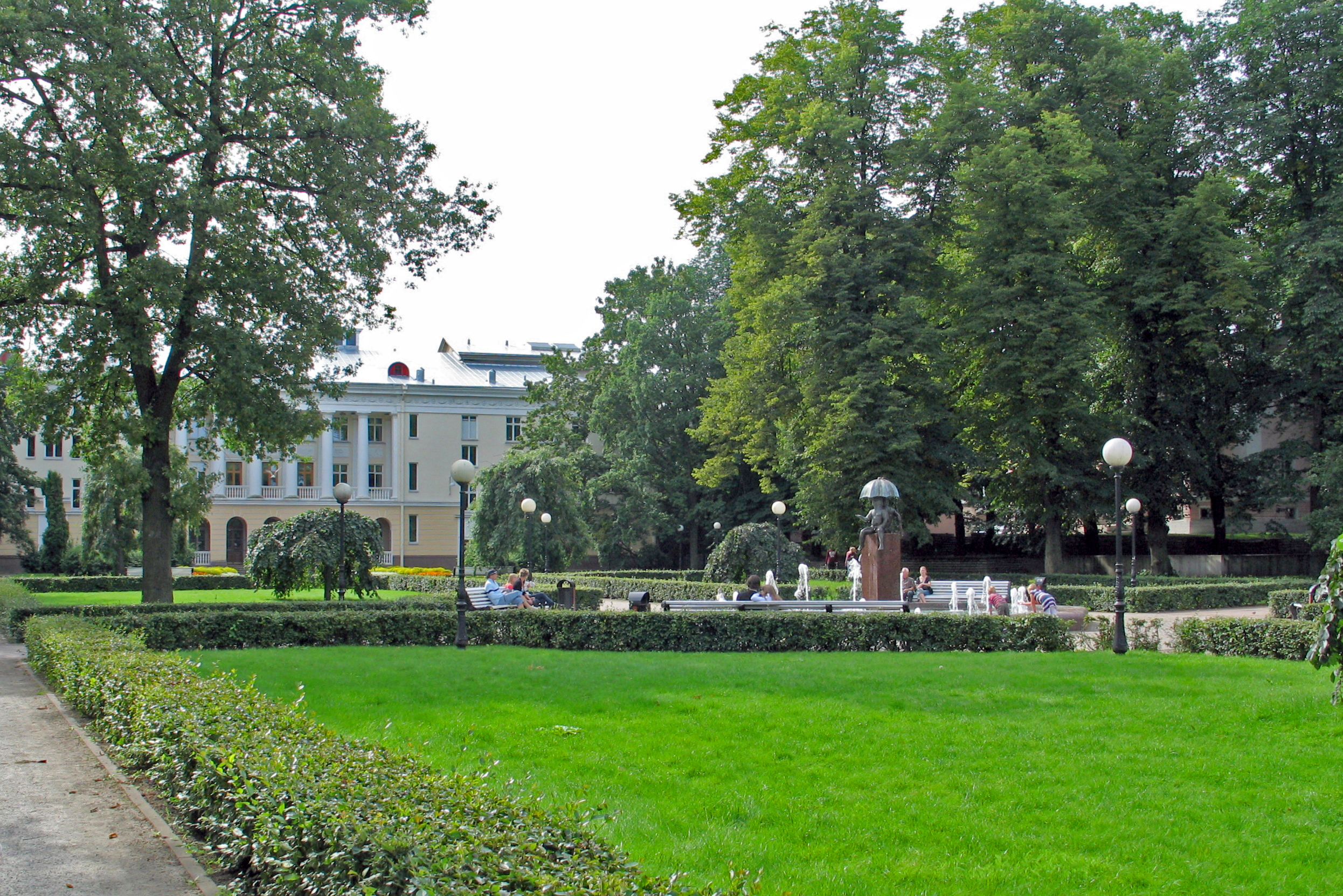
Сад Канути

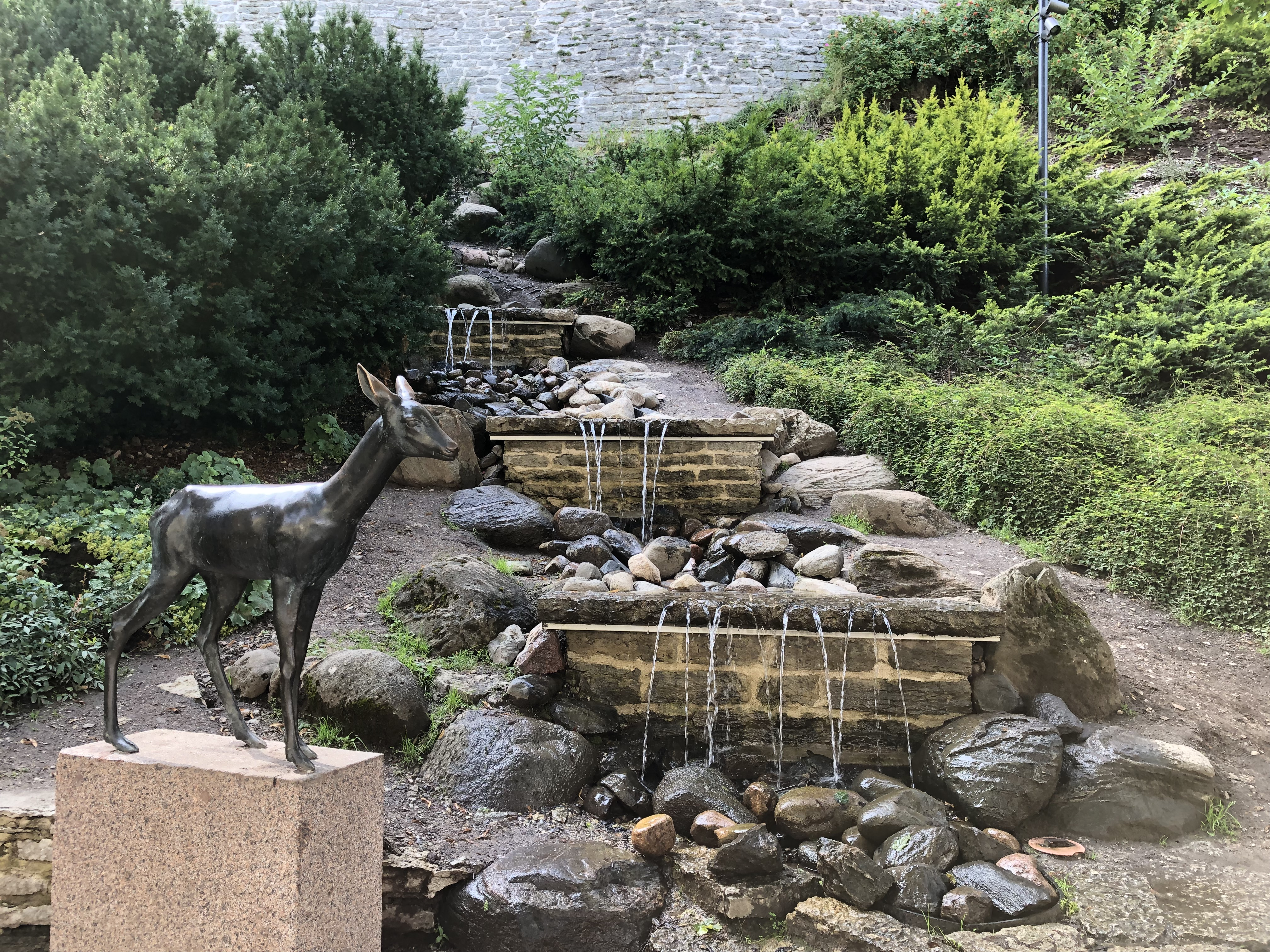
Козий сад

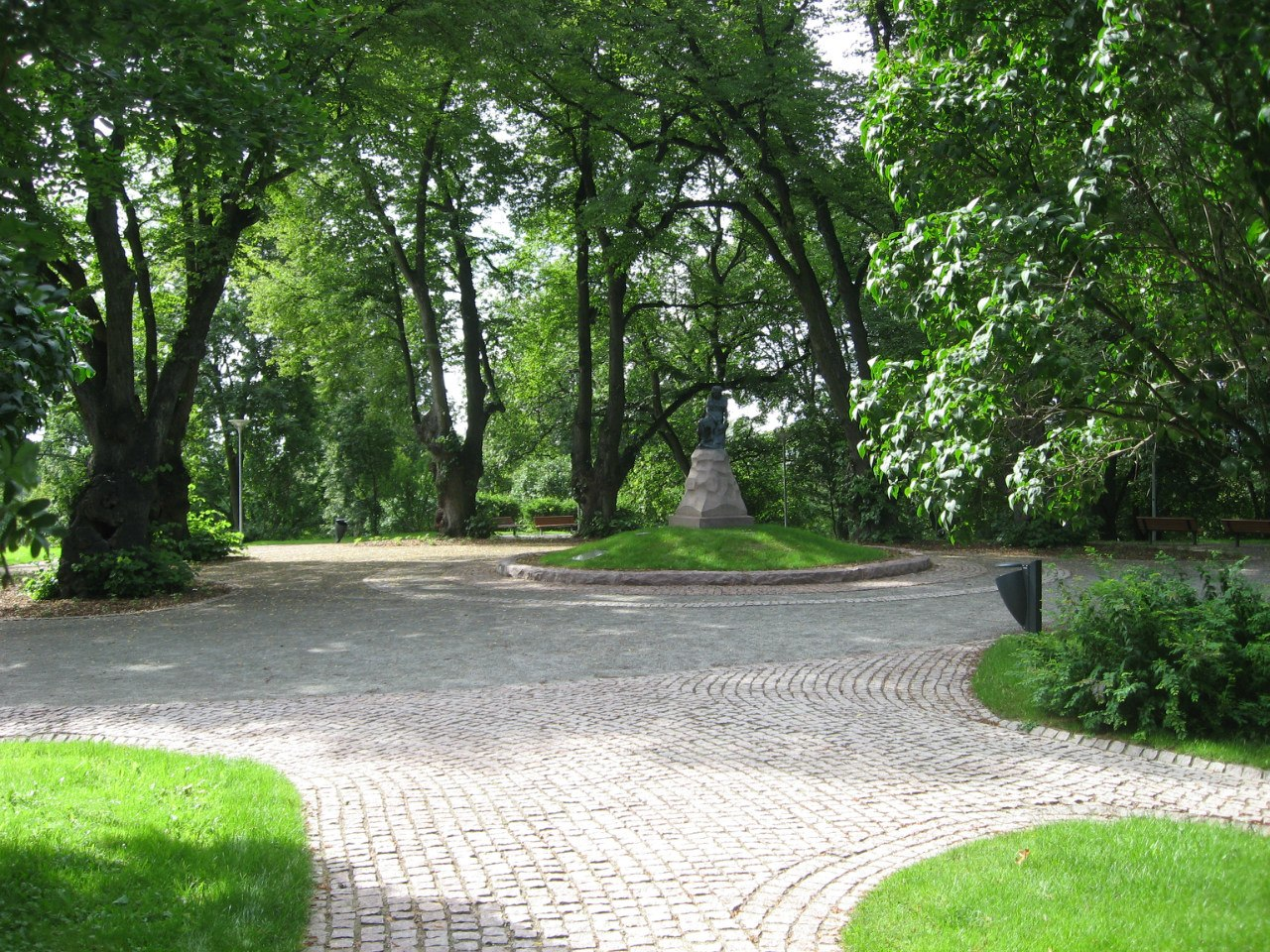
Парк Линдамяги

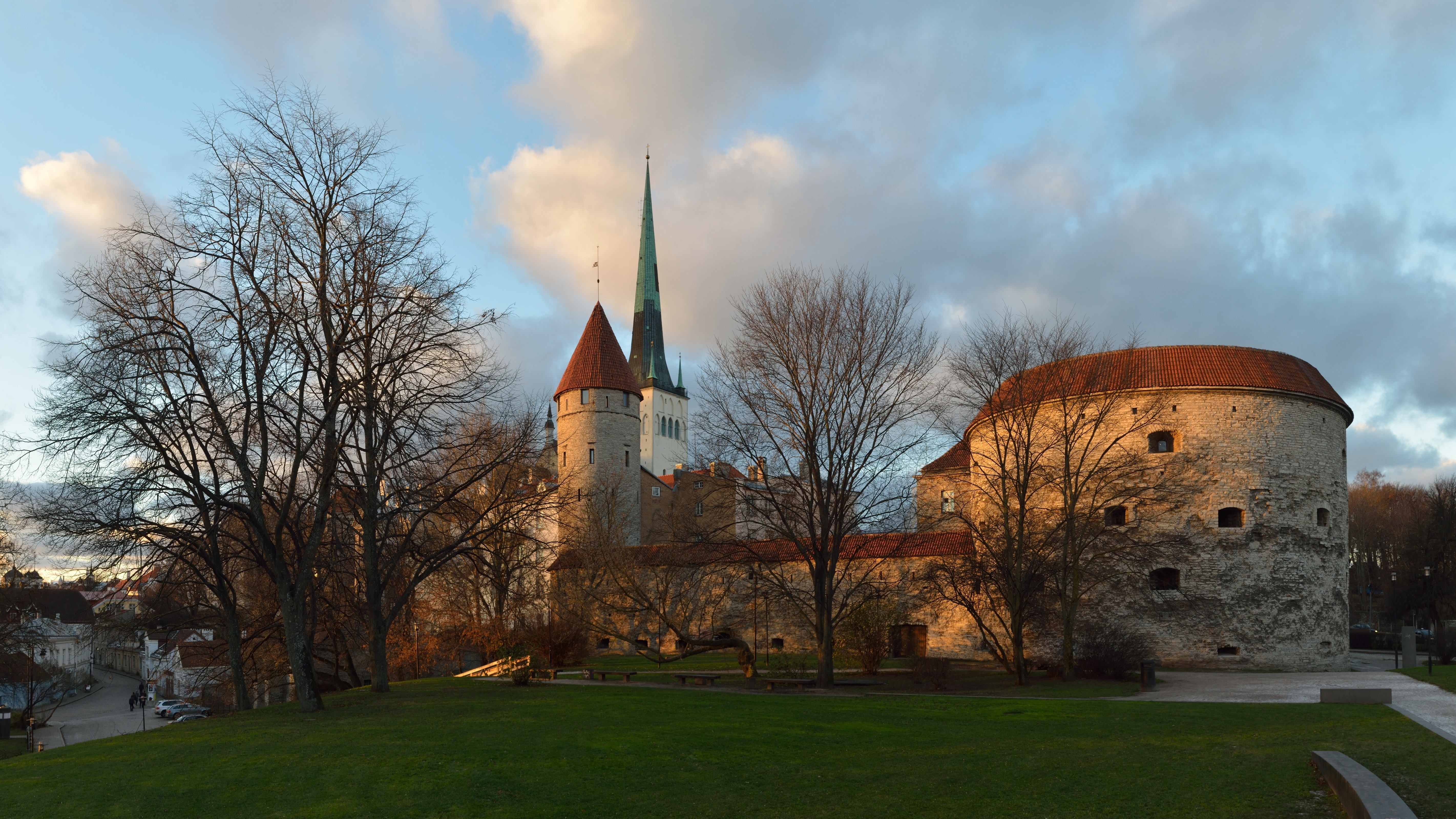
Сад Маргариты

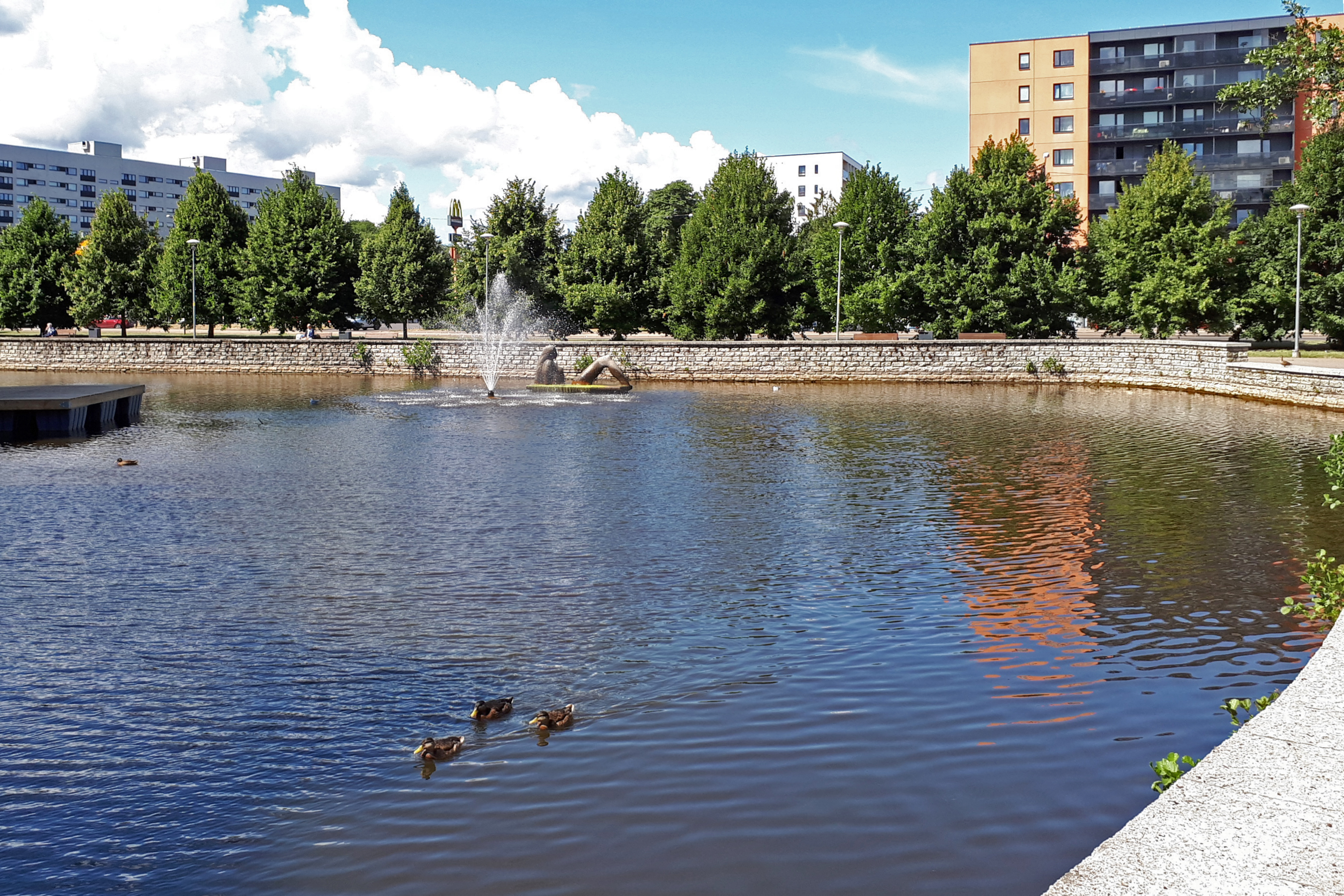
Парк Пардитийги

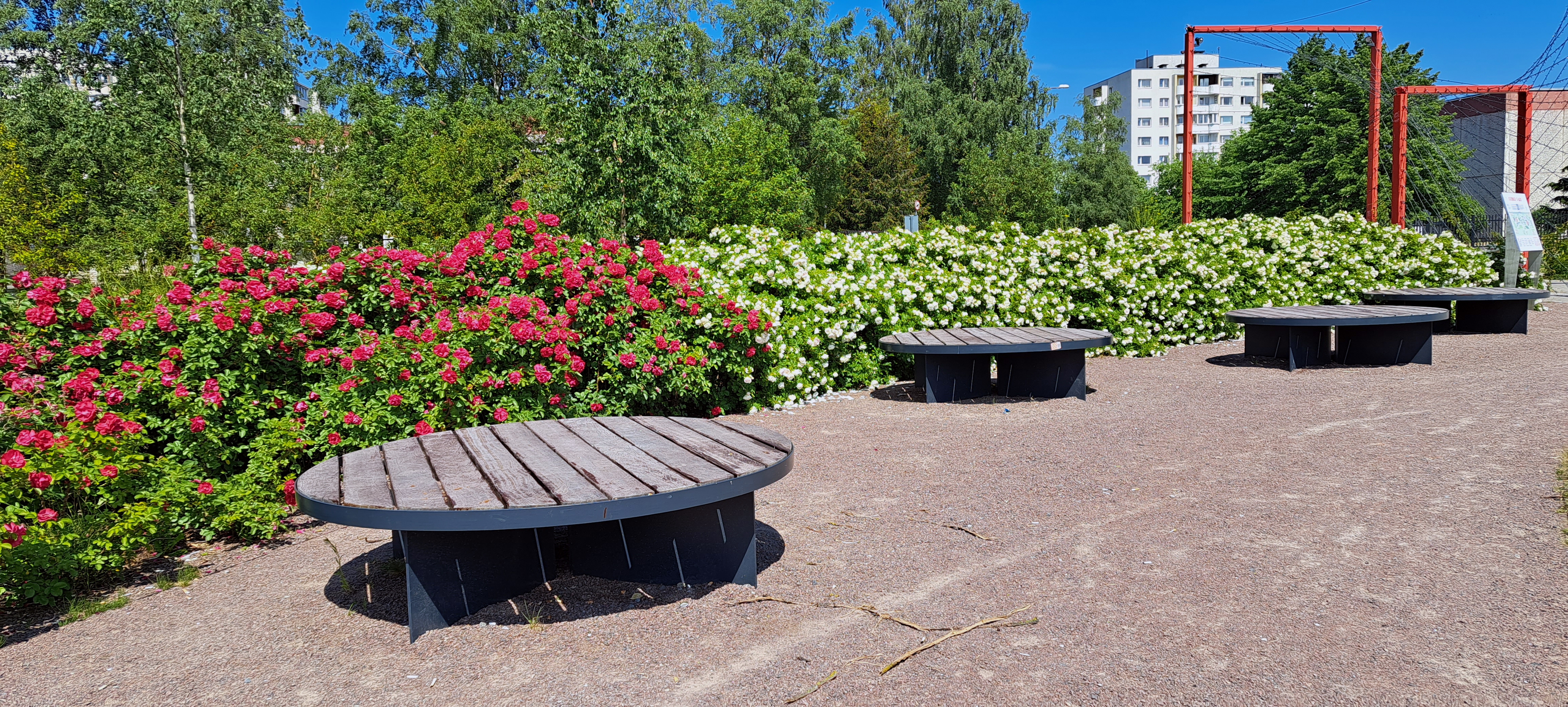
Парк Прийсле

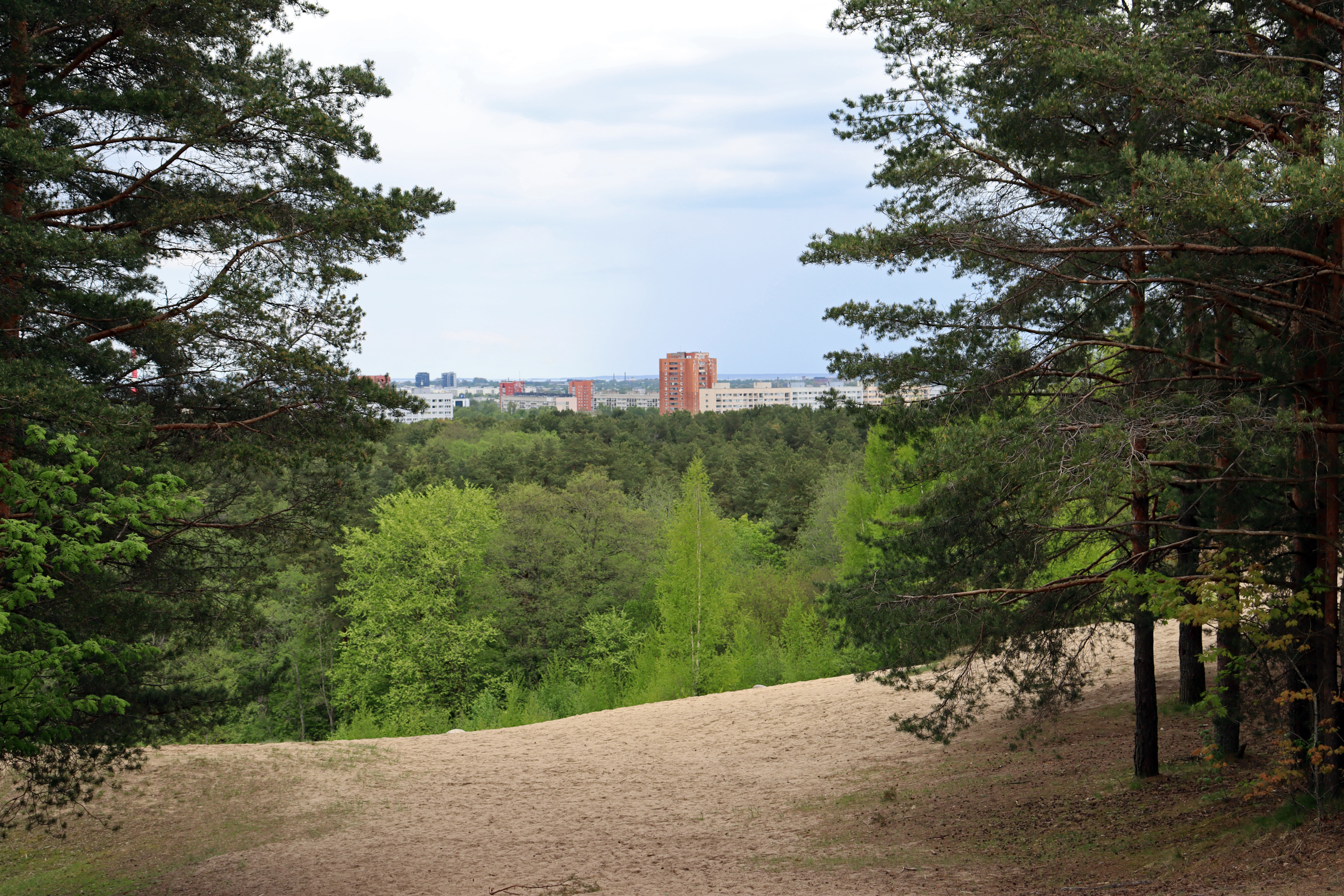
Лесопарк Сютисте

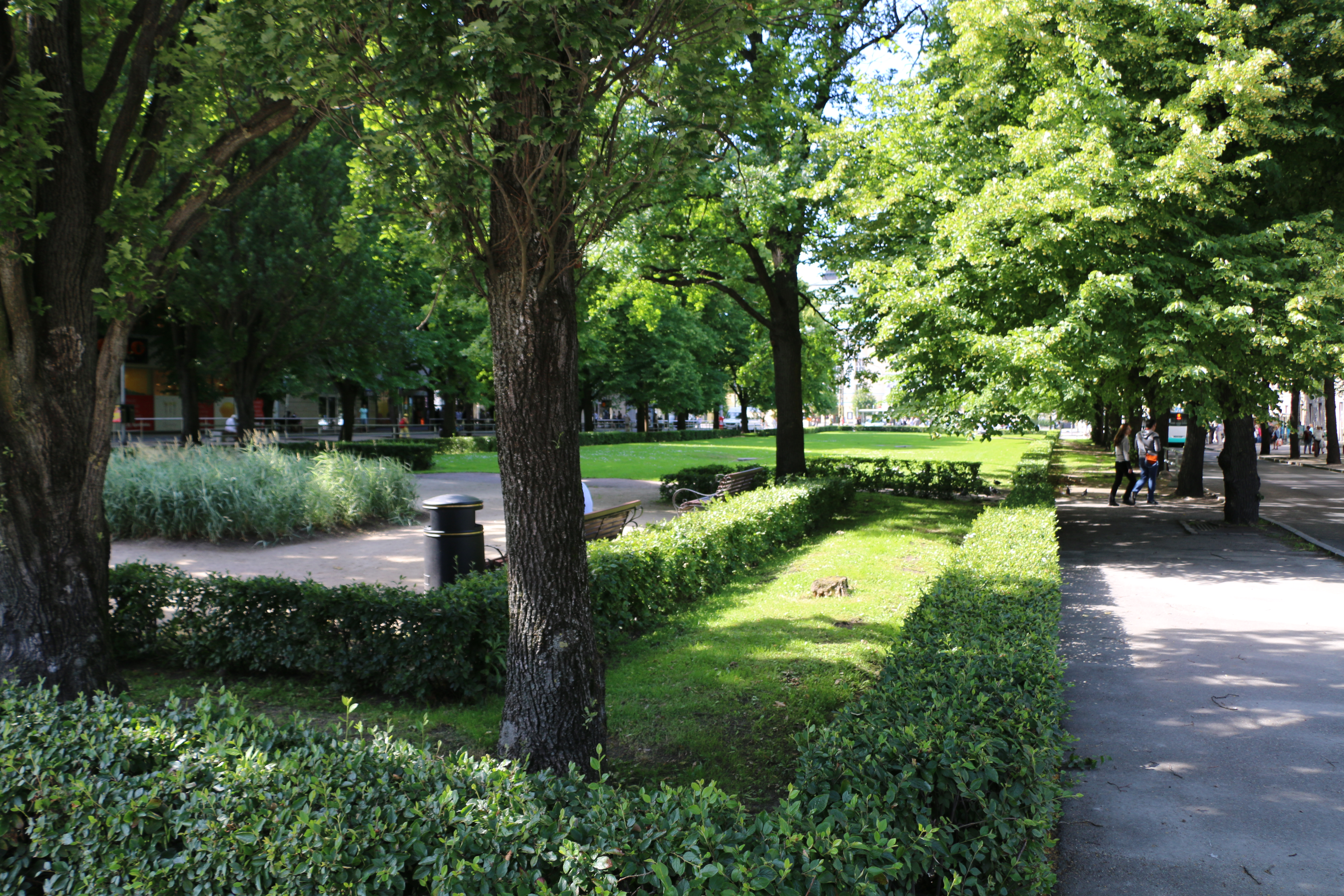
Театральная площадь

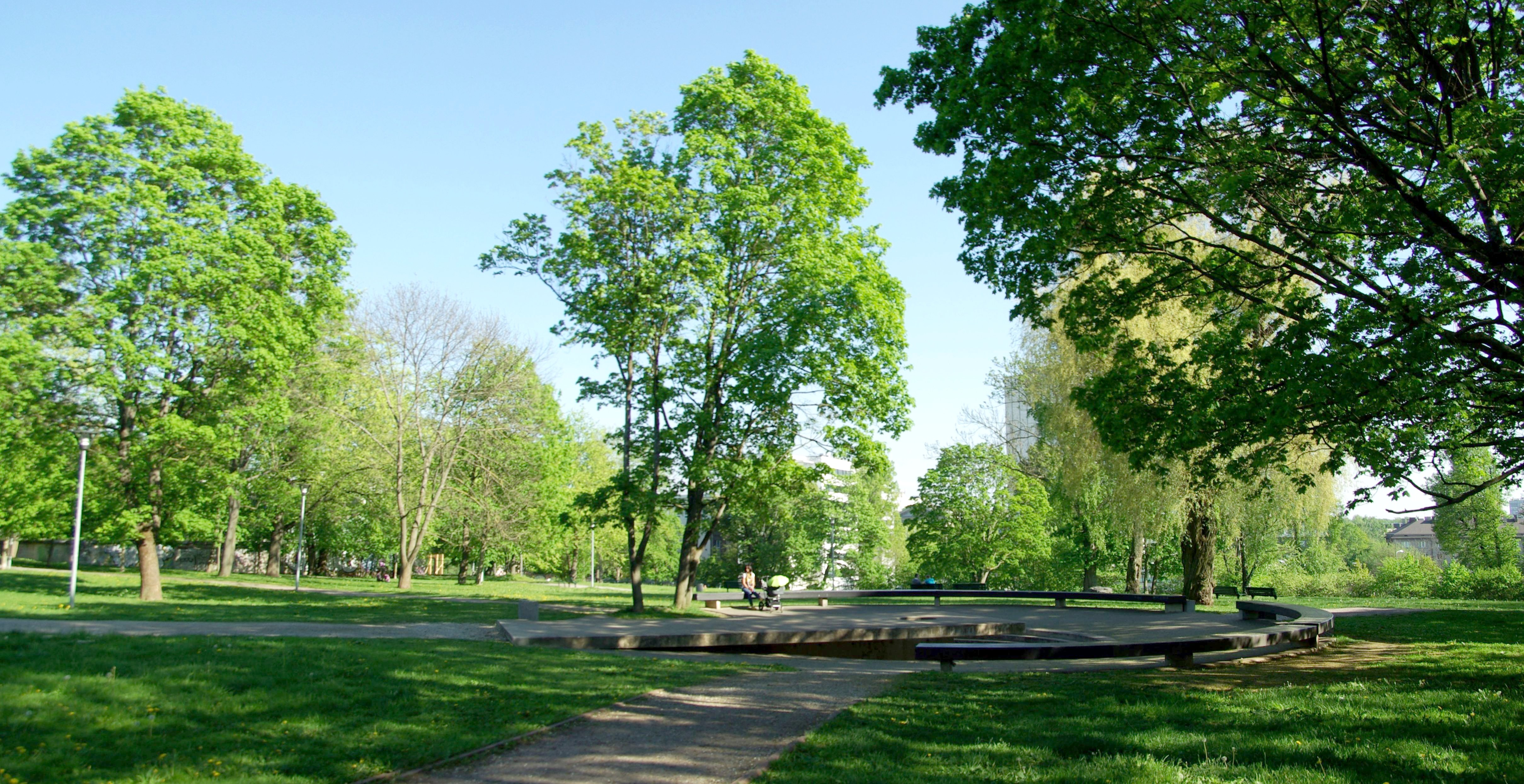
Парк Туви

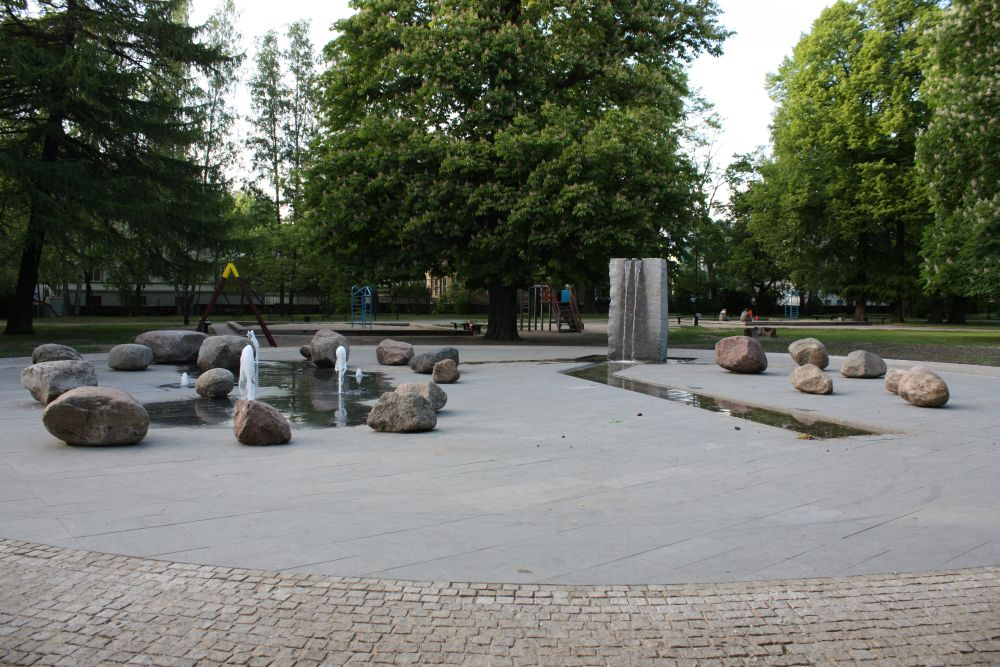
Парк Фальги

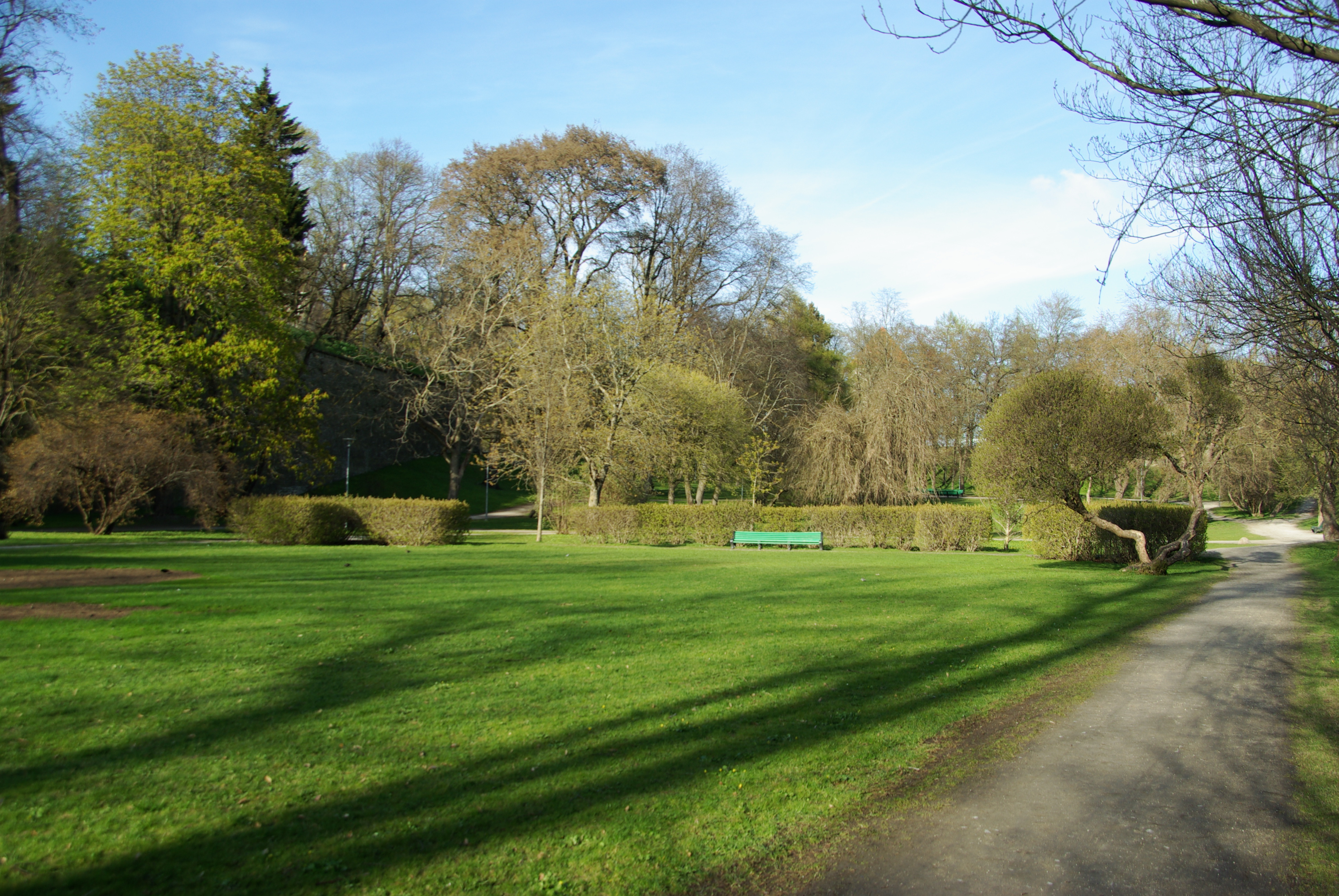
Парк Хирве

- Башенная площадь (площадь Торниде)

В
- Парк Вабадузе (с эст. Парк Свободы)
- Парк Вайкне (с эст. Тихий, парк Коду)
- Парк Валдеку
- Лес Вескиметс (с эст. Мельничный лес)
- Парк военной школы (парк Сыякооли, ранее парк Тонди)[5]
- Парк Вормси

Г
- Лес Глена (кладбище Глена)
- Парк Глена (Тяхеторни, ранее Парк Дружбы народов[6])
- Горка поцелуев (Вирумяги, Музумяги)
- Губернаторский сад (Дворцовый сад)

Д
- Сад датского короля
- Парк Диакониси (парк летней мызы Бергхоф)
- Парк Дунтена (парк Тондимыйза)

Е
- Епископский сад

И
- Парк Ило

К
- Эспланада бульвара Каарли
- Лесопарк Кадака (с эст. Можжевеловый, парк Кадака)
- Парк Кадриорг
- Парк Казе (с эст. Берёзовый, лес Копли)
- Парк Какумяэ
- Парк кладбища Каламая
- Сад Канути
- Парк Карьямаа (с эст. Пастбищный)
- Сквер бульвара Колде
- Парк Кийге (с эст. Качельный)
- Сад Китсеаэд (Козий сад)[7] (с эст. сад Косули)
- Лес Кивинука[8]
- Лесопарк Клоостриметс (с эст. Монастырский, лесопарк Пирита-Иру)
- Парк Койду (с эст. Заревой)
- Комендантский сад (парк Семи замков[9])
- Парк кладбища Копли
- Парк Козе
- Лес Козе[10]
- Парк Отто Крамера[11]
- Лес Куузику (с эст. Ельничный)

Л
- Парк Лембиту (парк Вамбола, ранее парк Пегельмана)
- Парк Лепистику
- Парк Лиллепи
- Парк Линдамяги (Горка Линды)
- Парк Лоотузе[12] (с эст. Парк надежды)
- Парк Лёвенру

М
- Лес Маарьямяэ (с эст. лес Марьиной горы)
- Майский парк (Майпарк)
- Сад Маргариты
- Парк Меривялья
- Лесопарк Мериметс (с эст. Морской лес, лес Штромка)
- Парк Мянни (с эст. Сосновый)
- Парк Мяхе
- Лес Мяэкюла

Н
- Парк матери Нымме
- Парк центра Нымме

О
- Парк Оравамяэ (с эст. Беличьей горы)

П
- Парк Паэ
- Парк Пардитийги (с эст. Утиного пруда)
- Лес Пикалийва (Викимыйза)
- Лес Пирита
- Полицейский сад (ранее площадь Пионеров)
- Парк Пооламяги (Пооламяэ) (с эст. Польская гора)
- Парк Прийсле
- Лес болота Пяэскюла

Р
- Парк Равила (с эст. Больничный, Лыуна парк (с эст.  Южный))
- Раннамяги (Горка у Морских ворот)
- Лес Раудалу
- Лес Рахумяэ (с эст. Покойной горы)
- Рохелине-тург
- Парк Русалки
- Лес Рыымуаллика[13] (с эст. Источника радости)
- Парк Ряннаку
- Парк Ряэгу (с эст. Коростелевый)

С
- Санаторный лесопарк
- Лес Сели
- Лес Синимяэ (с эст. Голубой горы)
- Студенческий лесопарк
- Парк Сюста (с эст. Байдарочный)
- Лесопарк Сютисте

Т
- Парк Таммсааре (бывший Парк имени 16 октября[6])
- Театральная площадь
- Парк Тийгивески (с эст. Прудовой мельницы)
- Парк Тондилоо (ранее парк Кивила)
- Тоомпарк (ранее парк Шнелли)
- Парк Тондираба  (с эст. Лешего болота)
- Парк Туви (с эст. Голубиный)
- Сквер Тынисмяэ (бывшая Площадь Освободителей)

Ф
- Сад Фахле
- Парк Фальги (Ласте, с эст. Детский)

Х
- Лесопарк Хааберсти
- Лес Харку
- Горка Харью (Харьюмяги)
- Парк Хийе
- Парк Хийу (с эст. Великаний)
- Парк Хирве (Хирвепарк, с эст. Олений)
- Лес Хюппемяэ[13] (с эст. Прыжковой горы)

Ц
- Парк Цедергельми

Ш
- Парк Шарлоттентали (парк Лийми, с эст. Клеевой)
- Парк пляжа Штромка

Ы
- Парк Ыйе (с эст. Цветочный)
- Парк Ыйсмяэского пруда

Ю
- Парк Юлемисте-сити (парк Двигателя)
- Лес озера Юлемисте
- Парк Юрьевой ночи
- Парк Юхкентали

Я
- Лесопарк Яннсени
- Лес Ярве (с эст. Озёрный)